# Сьомаки (Бердичівський район)
Сьомаки́ (Семакі, Семашковці) — село в Україні, у Бердичівському районі Житомирської області. Населення становить 206 осіб.

## Назва
У «Географі́чному словни́ку Королі́вства По́льського та інших слов'янських теренів» т. Х, 1890 р.назву подано як «Semaki, в документах Semaszkowce». Назва Семашківці відносить до руського землевласницького роду Семашко. В той же час у статті про Гальчин (Гальчинець) зазначено, що Гальчинець знаходиться поблизу Сьомак (Siomak).
На мапі Шуберта, надрукованої згідно з регонсцировками 1867 и 1875 р.р. назва російською Семаки
У виданому у 1885 році статистичному збірнику Волости и важнейшие селения Европейской России назва подана як Сіомаки.

## Географія
Село розташоване на лівому березі річки Коденка. На західній околиці села у 80-ті роки було створено штучний став. У той же час навколо села проводилась меліорація, осушувалися заболочені ділянки, будувалися канали, проводився безконтрольний випас ВРХ. Все це призвело до зміління та замулювання р. Коденка. 
Ще два ставки викопано у 2010-х.

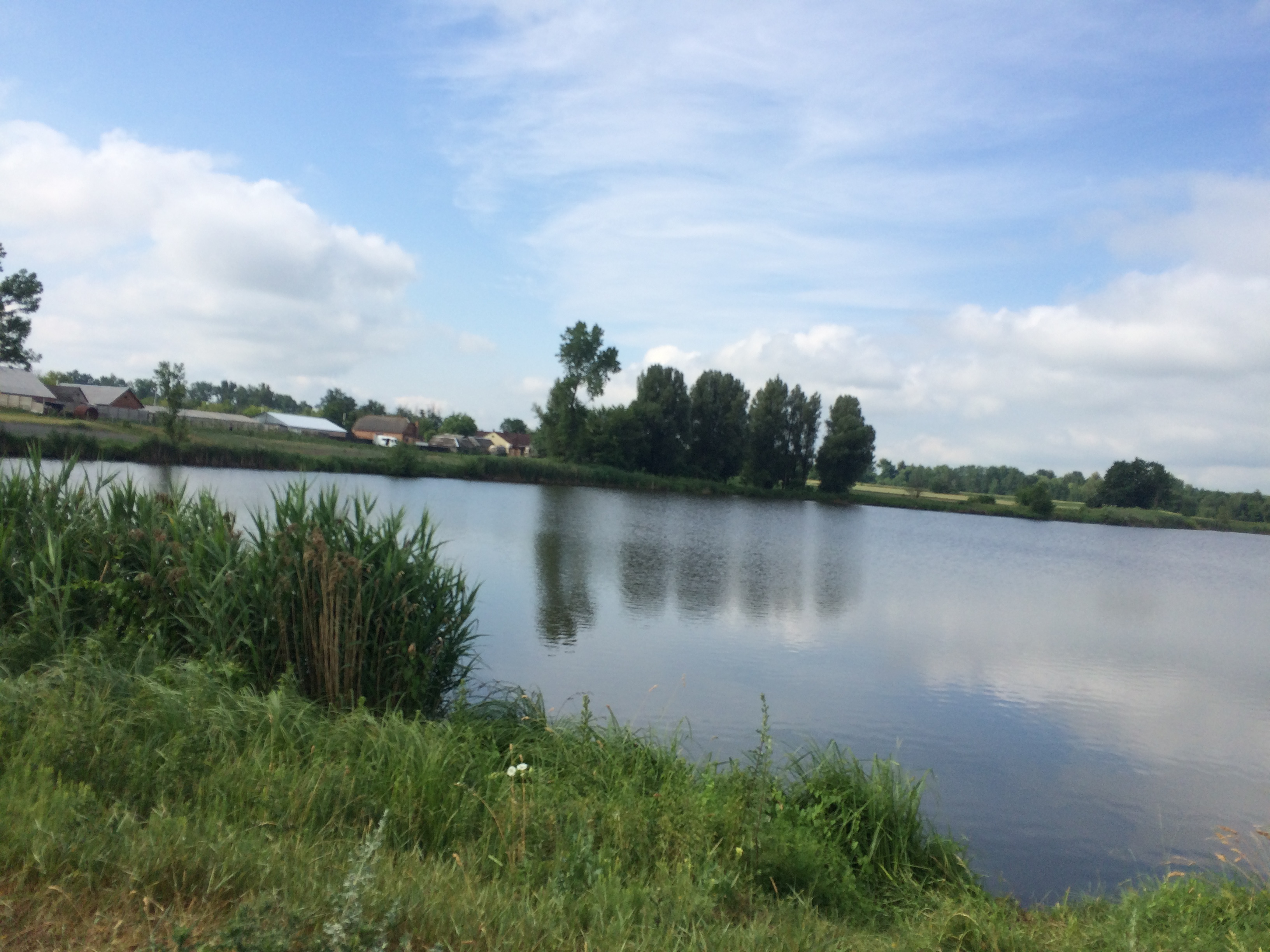
Вид на с. Сьомаки і ставок на р. Кодненка

Між Сьомаками та селом Старий Солотвин праворуч від ґрунтової дороги є урочище «Вовча скеля».

## Історія
Перші відомості про село належать до 1593 р.
У спогадах Михайла Чайковського є свідчення часів Коденської розправи 1768 р.: "Отец моей матери, Михаил Гленбоцкий, был одним из последних представителей на Волыни и Украине шляхты, занятой озорничеством и наездами.
Назначенный вместе с региментарем Стемпковским судить и карать гайдамаков Гонти и Железняка, имея в своих руках jus gladii (право жизни и смерти), он рассудил так: «если убьешь или повесишь человека, он не будет уже отрабатывать ни „панщины“, ни „даровизны“. Он поил токайским и портвейном региментаря Стемпковского, а гайдамаков по десятку и по два выпускал на свет Божий, и отправлял на слободы, чтобы они каялись в грехах, отбывая панщину во славу Божию и на пользу пана войского овруцкого. Таким образом он населил шесть сел: Солотвин, Гальчинец, Зарубинцы, Семаки, Агатовку и Раскопаную Могилу».
Станом на 1885 рік у колишньому власницькому селі Солотвинської волості Житомирського повіту Волинської губернії мешкало 208 осіб, 32 дворових господарства, існувала поштова станція-тут проходила дорога з Бердичева до Житомира, яка йшла через Кодню.
У 1906 році в селі існувало 60 дворів та 369 мешканців.

## Радянський період. Голодомор 1932—1933р.р. ІІ світова війна
У 1932—1933 рр.село входило до складу Вінницької області. За даними сільради, у 1932—1933 рр. загинуло 6 чол., Кисилюк Текля, селянка та її троє дітей, імена невідомі, а також Ковальчук Євдоким Михайлович, Солопчук Ольга Никифорівна, причина смерті всіх– голод.
У 1937 р. в зв'язку з створенням Житомирської області, с. Сьомаки у складі Гальчинецької сільради Бердичівського району переходить до Житомирської обл.
Прізвища селян, які були мобілізовані та загинули під час ІІ Світової війни, занесені на меморіал у с. Рея у загальному списку разом з жителями с. Гальчин.
Село Сьомаки було зайняте радянськими військами разом з с. Гальчин у новорічну ніч 1944 року.
У післявоєнний період у селі діяв колгосп, який пізніше було приєднано до хмелерадгоспу у с. Рея.

## Населення
Згідно з переписом УРСР 1989 року чисельність наявного населення села становила 249 осіб, з яких 107 чоловіків та 142 жінки.
За переписом населення України 2001 року в селі мешкало 200 осіб.

### Мова
Розподіл населення за рідною мовою за даними перепису 2001 року:
| Мова       | Відсоток |
| ---------- | -------- |
| українська | 97,09 %  |
| російська  | 1,94 %   |
| інші       | 0,97 %   |